# Радіо «Вільна Європа»
Радіо Вільна Європа / Радіо Свобода (англ. «Radio Free Europe/Radio Liberty», до 1959 називалося Радіо Визволення) — радіостанція, заснована 1950 року, була одним із найбільш значущих мовників, на хвилях якого транслювалась об'єктивна критика комуністичної влади у країнах Східної та Центральної Європи.

## Про радіостанцію
У травні 1959 року радіостанція змінила свою назву на «Радіо Свобода», котра використовується досі. Це був один із найбільш значущих мовників, на хвилях якого транслювалась об'єктивна критика комуністичної влади в країнах Східної та Центральної Європи.

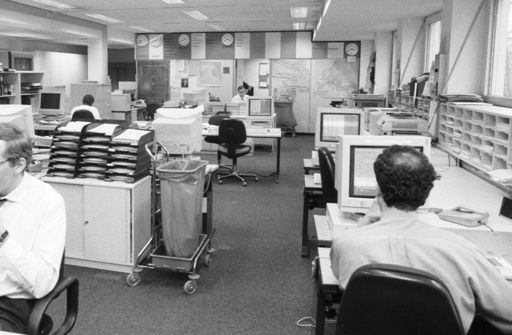
Новинарня «Радіо Свобода» у Мюнхені, 1994 р.

У «Радіо Свобода» діє 9 національних відділів:
- азербайджанський
- білоруський
- вірменський
- грузинський
- північнокавказький
- російський
- татарський
- туркестанський
- український.

Українська щоденна програма (від 16 серпня 1954 року) подає: політичні новини, хроніку українського життя, огляди преси, коментарі про актуальні події в країні та за кордоном, бесіди з історії України, літературні огляди, релігійні пересилання.
Нині РВЄ/РС є одним із найбільш повних ЗМІ у світі, що займаються виробництвом радіо-, інтернет- і телевізійних програм в країнах, де свобода преси або заборонені урядом або не повністю утверджені. РВЄ/РС функціонує 28 мовами у 21 країні, зокрема в Афганістані, Ірані, Російській Федерації та Центрально-азійських республіках.
Створені на початку холодної війни для передачі новин та інформації аудиторії за залізною завісою, Радіо Вільна Європа / Радіо Свобода (РВЄ/РС) відіграли значну роль у падінні комунізму і підйому демократії в посткомуністичних країнах Європи.
Багато країн Східної Європи і російських лідерів, зокрема Вацлав Гавел і Борис Єльцин, свідчили про важливість передач РВЄ і РС, які допомагали покласти край холодній війні. Колишній президент Естонії Леннарт Мері 1991 року подав РВЄ/РС на Нобелівську премію миру.

## Історія радіо
Радіо Вільна Європа (RFE) і Радіо Свобода (RL), спочатку окремі організації, були засновані Джорджом Ф. Кеннаном (Міністерство закордонних справ США) і Френком Візнером Г. (Управління координації політики, а потім Центральне розвідувальне управління) аби використовувати після Другої світової війни таланти радянських і східноєвропейських емігрантів на підтримку американської зовнішньої політики.
«Радіо Вільна Європа» спочатку транслювалося в Болгарії, Чехословаччині, Угорщині, Польщі та Румунії. Три роки потому «Радіо Ліберті» («Радіо Свобода») розпочало мовлення на Радянський Союз російською та 15-ма іншими національними мовами. Мовлення на Естонію, Латвію і Литву РВЄ/РС розпочала 1975 року.
Спочатку, РВЄ/РС фінансувались, переважно, Конгресом США через Центральне розвідувальне управління (ЦРУ), але РВЄ також отримувало додаткові приватні інвестиції.
З 1971 року РВЄ і РС фінансувались асигнуваннями Конгресу через Раду з міжнародного мовлення (BIB) і після 1995 року мовлення Ради керуючих (BBG).[джерело?] Дві корпорації були об'єднані в РВЄ/РС 1976 року, а назва змінилась на «Радіо Свобода», яка побутує і досі.

## Мовлення
На відміну від інших західних мовників, програми орієнтовані на місцеві новини, не зазначені у контрольованих державою вітчизняних ЗМІ, а також релігію, науку, спорту, західну музику і локально заборонену літературу і музику.
Новини, статті та музика на радіо були спрямовані на комуністичну і некомуністичну еліту, а також населення загалом. РВЄ і РС також дав голос дисидентам і опозиційним рухам, що в кінці 1980-х і початку 1990-х років перетворились у лідерів нової посткомуністичної демократії.
Однією з найбільших проблем для Радіо Свобода на Далекому Сході була робота інформаційно бідних середовищах. Для цього працівники радіо ретельно контролювали друковані та електронні ЗМІ радянського блоку та інтерв'ю мандрівників і перебіжчиків по всьому світу.[джерело?] Радійники також збирали інформацію від противників режиму, часто ризикуючи власним життям, і підтримували зв'язки із журналістами Заходу та країн Далекого Сходу.

## Перешкоди
Програми РВЄ/РС були настільки всеосяжними, що комуністична влада, спираючись на таємні протоколи, намагалась якось контролювати ефіри радіо. Сталін особисто наказав створити місцеві й міжміські постановники перешкод, щоб спробувати блокувати мовлення. Радіо використало високу потужність частот для подолання перешкод.[джерело?]
З 1975 року все більше дисидентів та інших противників режиму почали підривати комуністичну систему. Як провідний міжнародний мовник у багатьох країнах за залізною завісою, РВЄ/РС забезпечував нормальний доступ до місцевих ЗМІ.[джерело?]
Кореспондент болгарської служби Георгій Марков був убитий в Лондоні 1978 року, ймовірно, болгарською розвідкою.
Теракт у штаб-квартирі в Мюнхені 1981 року був організований КДБ для залякування персоналу РВЄ і РС.
Лауреат Нобелівської премії Лех Валенса сказав аудиторії 1989 року, що «роль, яку відіграє Радіо в боротьбі Польщі за свободу навіть не можна описати. Чи буде Земля без Сонця?»

## Місія виконана?
З крахом комунізму дехто вважав, що РВЄ/РС виконало свою місію і може бути розформоване. Але чиновники в країнах Центральної та Східної Європи і Росії, багато з них колишні дисиденти, побачили необхідність саме такої мети передач, особливо в період переходу до демократії. Президент Чехії Вацлав Гавел сказав, «ми маємо, завдяки вашому професіоналізмі та вашій могутності, бачити події в широкій перспективі».
Оскільки багато країн з колишнього Радянського Союзу стали демократіями, а деякі вступили в НАТО і Європейський Союз, РВЄ/РС і справді виконала свою місію в окремих країнах. Угорська служба була закрита 1993 року, польські служби 1997 року, і чеська — 2002 року. Трансляції в Естонії, Латвії, Литві, Словаччині та Болгарії були припинені 2004 року, а 2008 року була припинена трансляція в Румунії.
У 2002 році РВЄ/РС відновило мовлення в Афганістані, яке почалось у 1980-х роках під час радянської окупації. Крім того, 2002 року ефір Радіо Свобода був відновлений на Північному Кавказі.
15 січня 2010 року РВЄ/РС розпочало мовлення в Пакистані з метою надати альтернативу ісламським екстремістським радіостанціям.